# Michal Dragoun
Michal Dragoun (* 12. dubna 1983 Příbram) je český lední hokejista hrající na postu levého křídla či středního útočníka, který od října 2016 nastupuje za český klub Mountfield HK.

## Hráčská kariéra
Svoji hokejovou kariéru začal ve věku čtyř let v týmu HC Dobříš, odkud se přes mládež mužstva HC Příbram dostal do Sparty Praha. V prosinci 2002 si odbyl proti Havířovu Panthers premiéru v "áčku" Sparty v nejvyšší soutěži. S klubem se během celého svého působení třikrát představil na Spenglerově poháru, ale kvůli většímu hernímu vytížení zpočátku rovněž nastupoval formou střídavých startů či hostování za prvoligové týmy HC Mladá Boleslav, HC Slovan Ústečtí Lvi a HC Berounští Medvědi. Se sparťanským mužstvem v letech 2006 a 2007 získal v lize mistrovské tituly, ale pravidelně za celek hrál pouze v ročnících 2006/07 a 2007/08. V říjnu 2008 se ze Sparty Praha vrátil hostovat do Ústí nad Labem, do pražského klubu naopak zamířil z Ústí Milan Mikulík. V ročníku 2008/09 nastupoval také za sparťanský tým a českobudějovické mužstvo HC Mountfield. V roce 2009 do Ústeckých Lvů natrvalo přestoupil a neúspěšné se s nimi pokoušel postoupit do nejvyšší soutěže, zároveň formou střídavých startů pomáhal BENZINĚ Litvínov. 27. srpna 2010 odešel jako hráčská náhrada za Tomáše Roda do celku IHC KOMTERM Písek, tehdejšího nováčka druhé nejvyšší soutěže. Následně oblékal čtyři roky dres klubu Rytíři Kladno, se kterým v sezoně 2013/14 sestoupil z extraligy. Během působení v Písku i na Kladně nastupoval také za Spartu, do které se v roce 2015 vrátil natrvalo. Po návratu do svého mateřského družstva nastupoval také formou střídavých startů za prvoligové Jestřábi Prostějov. S pražským týmem získal v play-off 2016 stříbrnou medaili a představil se s ním i v Lize mistrů 2015/2016, kde mužstvo vypadlo v osmifinále po domácí výhře 4:1 a prohře 2:4 venku s finským klubem Kärpät Oulu. V červnu 2016 zamířil ze Sparty do konkurenční Slavie Praha, kde později z důvodu úsporných finančních opatření společně s několika spoluhráči předčasně skončil.

### Mountfield HK
V průběhu října 2016 odešel jako volný hráč ze Slavie do Mountfieldu HK z Hradce Králové, opačným směrem zamířil na hostování slovenský obránce Martin Bača. S Hradcem se představil na konci roku 2016 na přestižním Spenglerově poháru, kde byl tým nalosován do Torrianiho skupiny společně s celky HC Lugano (Švýcarsko) a Avtomobilist Jekatěrinburg (Rusko) a skončil v základní skupině na druhém místě. Ve čtvrtfinále poté vypadl po prohře 1:5 nad evropským výběrem Kanady. V mužstvu předváděl kvalitní výkony a i díky nim se v lednu 2017 dohodl s královéhradeckým vedením na nové dvouleté smlouvě. V ročníku 2016/17 s klubem poprvé v jeho historii postoupil v nejvyšší soutěži do semifinále play-off, kde byl tým vyřazen pozdějším mistrem - Kometou Brno v poměru 2:4 na zápasy, ale Dragoun společně se spoluhráči a trenéry získal bronzovou medaili.

## Klubové statistiky
| Sezona       | Klub                   | Soutěž          | Základní část | Základní část | Základní část | Základní část | Základní část | Play off | Play off | Play off | Play off | Play off |
| Sezona       | Klub                   | Soutěž          | Z             | G             | A             | B             | TM            | Z        | G        | A        | B        | TM       |
| ------------ | ---------------------- | --------------- | ------------- | ------------- | ------------- | ------------- | ------------- | -------- | -------- | -------- | -------- | -------- |
| 2002/2003    | HC Sparta Praha        | Česká extraliga | 07            | 0             | 0             | 0             | 0             | —        | —        | —        | —        | —        |
|              | HC Mladá Boleslav      | 0 1. česká liga | 01            | 0             | 0             | 0             | 0             | —        | —        | —        | —        | —        |
| 2003/2004    | HC Sparta Praha        | Česká extraliga | 08            | 0             | 01            | 01            | 02            | 09       | 01       | 0        | 01       | 02       |
|              | HC Slovan Ústečtí Lvi  | 0 1. česká liga | 36            | 02            | 11            | 13            | 30            | 05       | 01       | 03       | 04       | 0        |
| 2004/2005    | HC Sparta Praha        | Česká extraliga | 17            | 01            | 0             | 01            | 0             | —        | —        | —        | —        | —        |
|              | HC Slovan Ústečtí Lvi  | 0 1. česká liga | 28            | 05            | 07            | 12            | 24            | 04       | 0        | 0        | 0        | 06       |
| 2005/2006    | HC Sparta Praha        | Česká extraliga | 27            | 0             | 03            | 03            | 14            | 11       | 01       | 0        | 01       | 04       |
|              | HC Berounští Medvědi   | 0 1. česká liga | 24            | 03            | 05            | 08            | 30            | —        | —        | —        | —        | —        |
| 2006/2007    | HC Sparta Praha        | Česká extraliga | 48            | 04            | 06            | 10            | 38            | 16       | 02       | 03       | 05       | 14       |
| 2007/2008    | HC Sparta Praha        | Česká extraliga | 43            | 01            | 06            | 07            | 40            | 04       | 0        | 0        | 0        | 0        |
| 2008/2009    | HC Sparta Praha        | Česká extraliga | 13            | 0             | 02            | 02            | 06            | —        | —        | —        | —        | —        |
|              | HC Slovan Ústečtí Lvi  | 0 1. česká liga | 27            | 05            | 13            | 18            | 49            | 15       | 01       | 05       | 06       | 04       |
|              | HC Mountfield          | Česká extraliga | 03            | 0             | 0             | 0             | 0             | —        | —        | —        | —        | —        |
| 2009/2010    | HC Slovan Ústečtí Lvi  | 0 1. česká liga | 28            | 01            | 10            | 11            | 16            | 06       | 01       | 03       | 04       | 02       |
|              | HC BENZINA Litvínov    | Česká extraliga | 08            | 01            | 0             | 01            | 08            | 05       | 01       | 0        | 01       | 02       |
| 2010/2011    | IHC KOMTERM Písek      | 0 1. česká liga | 41            | 08            | 16            | 24            | 24            | —        | —        | —        | —        | —        |
|              | HC Sparta Praha        | Česká extraliga | 07            | 01            | 01            | 02            | 02            | —        | —        | —        | —        | —        |
| 2011/2012    | Rytíři Kladno          | Česká extraliga | 42            | 10            | 13            | 23            | 32            | 03       | 0        | 01       | 01       | 0        |
| 2012/2013    | Rytíři Kladno          | Česká extraliga | 30            | 06            | 02            | 08            | 04            | 10       | 0        | 03       | 03       | 08       |
| 2013/2014    | Rytíři Kladno          | Česká extraliga | 47            | 08            | 11            | 19            | 34            | —        | —        | —        | —        | —        |
| 2014/2015    | Rytíři Kladno          | 0 1. česká liga | 48            | 14            | 32            | 46            | 32            | 07       | 01       | 03       | 04       | 16       |
|              | HC Sparta Praha        | Česká extraliga | 02            | 01            | 0             | 01            | 02            | 04       | 0        | 01       | 01       | 0        |
| 2015/2016    | LHK Jestřábi Prostějov | 0 1. česká liga | 35            | 12            | 23            | 35            | 34            | —        | —        | —        | —        | —        |
|              | HC Sparta Praha        | Česká extraliga | 25            | 03            | 05            | 08            | 06            | 17       | 01       | 02       | 03       | 06       |
| 2016/2017    | HC Slavia Praha        | 0 1. česká liga | 10            | 02            | 09            | 11            | 10            | —        | —        | —        | —        | —        |
|              | Mountfield HK          | Česká extraliga | 39            | 07            | 10            | 17            | 28            | 11       | 0        | 01       | 01       | 04       |
| 2017/2018    | Mountfield HK          | Česká extraliga | 39            | 8             | 9             | 17            | 48            | 13       | 0        | 0        | 0        | 4        |
| 2018/2019    | Mountfield HK          | Česká extraliga | 34            | 5             | 4             | 9             | 6             | —        | —        | —        | —        | —        |
| 2019/2020    | Mountfield HK          | Česká extraliga | 28            | 2             | 6             | 8             | 8             | 2        | 0        | 0        | 0        | 0        |
| Celkem v ELH | Celkem v ELH           | Celkem v ELH    | 467           | 58            | 79            | 137           | 278           | 105      | 6        | 11       | 17       | 44       |